# Iszhara (bogini miłości)
Iszhara – bogini, która była prawdopodobnie ściślej związana z tradycją semicką niż sumeryjską. Jej kult mógł się rozprzestrzenić do Mezopotamii południowej z rejonu środkowego Eufratu.
Wydaje się, że była związana z bogiem Daganem, według jednego z przekazów była prawdopodobnie jego żoną. Jako boginię miłości utożsamiano ją z Isztar (Inaną); była też kojarzona z wojną i wróżeniem z wnętrzności (wróżbiarstwo) albo boginią matką. W objaśnieniu do jednego z rytuałów opisuje się ją jako matkę Sebittu, czyli Siódemki bogów. Początkowo kojarzonym z nią zwierzęciem był wąż bašmu, od czasów późnokasyckich zastąpiony przez skorpiona. W tekstach astronomicznych boginię Iszharę utożsamiano z gwiazdozbiorem Skorpiona.
Ważną boginią, noszącą takie samo imię Iszhara, była bogini czczona w Anatolii i Syrii.